# Високинський
Висо́кинський (рос. Высокинский) — селище у складі Нікольського району Вологодської області, Росія. Входить до складу Завразького сільського поселення.

## Населення
Населення — 299 осіб (2010; 426 у 2002).
Національний склад (станом на 2002 рік):
- росіяни — 99 %